# Alcis versicolor
Alcis versicolor là một loài bướm đêm trong họ Geometridae.